# Вулиця Тімірязєва (Челябінськ)
Вулиця Тімірязєва — вулиця у Совєтському районі міста Челябінська. Проходить зі сходу на захід від вулиці Третього Інтернаціоналу до вулиці Воровського, зливається з вулицею Соні Кривої. Названа на честь російського природознавця Климента Тимірязєва.
Нумерація будинків – за московською системою: номери зростають зі сходу на захід, північна сторона вулиці — парна. Вулиця перетинає площу Революції. На вулиці Тімірязєва знаходяться (а також безпосередньо до неї прилягають) молочний комбінат, обласний перинатальний центр (відділення гінекології, ультразвукової діагностики, патології вагітності ранніх термінів, діагностична клініка одного дня), ліцей № 11, центр мистецтв «Театр+Кіно»  кінотеатр імені Пушкіна, театр «Манекен»), відділ РАЦС Совєтського району міста, управління Південно-Уральської залізниці, міська адміністрація, Челябінвестбанк, а також пам'ятники революціонеру С. М. Цвілінгу, поетові М. М. Джалілю та меморіальні дошки архітектору Ф. Л. Серебровському, інженер А. А. Оатулу, письменнику Я. Гашекові.
Транспортне значення вулиці невелике: вулиця Тімірязєва проходить паралельно проспектові Леніна, проте не є повноцінним його дублером через малу ширину проїжджої частини та наявність одностороннього руху (від вулиці Свободи до вулиці Єлькіна, крім громадського транспорту). Громадський транспорт центральної та західної частини вулиці (від вулиці Свободи) — тролейбус № 5 ( АМЗ — ТК «Синєгір'я»), раніше[коли?] — автобус та маршрутні таксі. У 1976—1977 вулицею Тімірязєва здійснювався тролейбусний рух в обхід проспекту Леніна майже по всій її довжині: від вулиці Російської до самого кінця і далі — вулицею Соні Кривої до вулиці Червоної, в 1977—1978 — від Російської до Пушкіна.